# Tourismus in Tuvalu

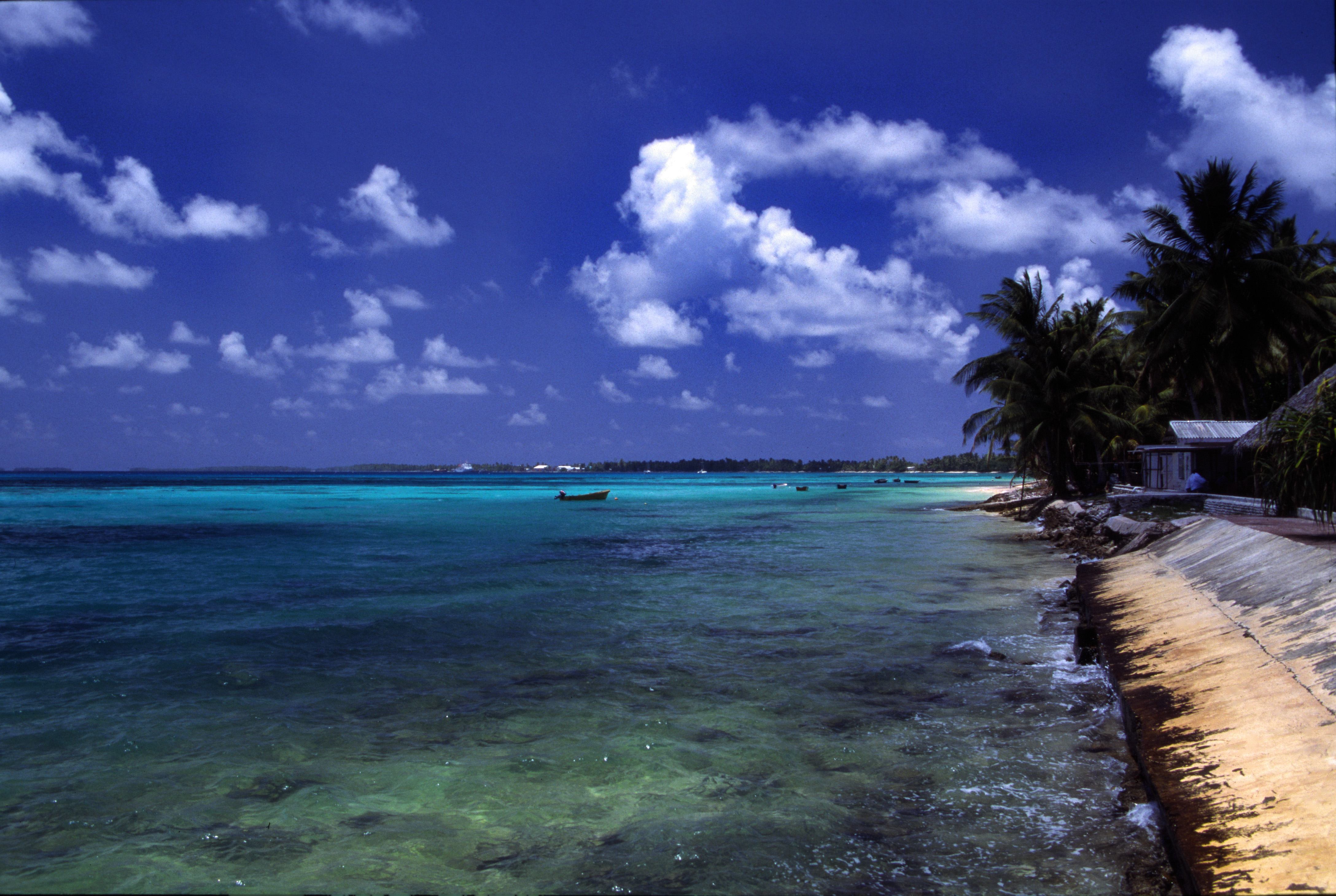
Funafuti-Atoll

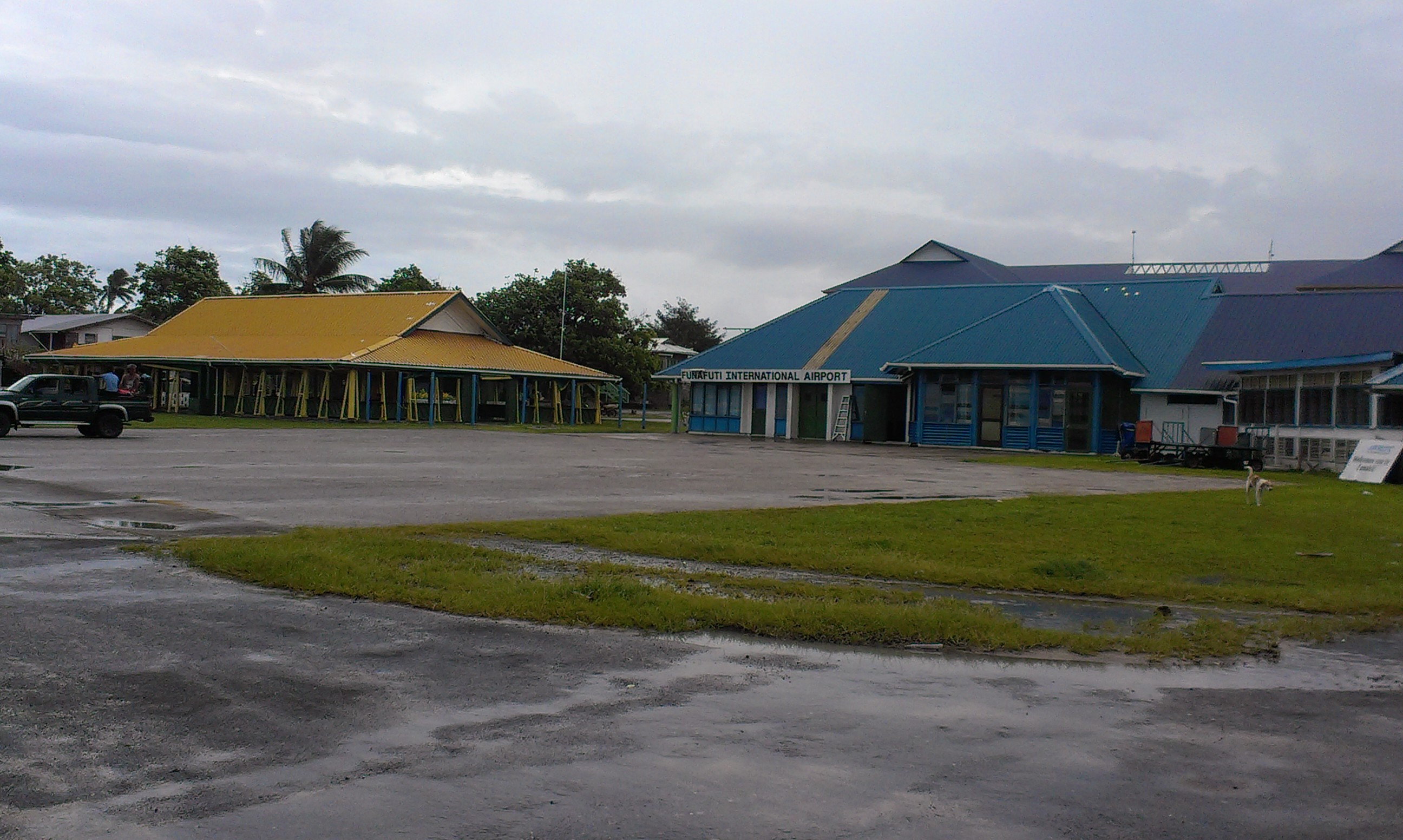
Flughafen Funafuti

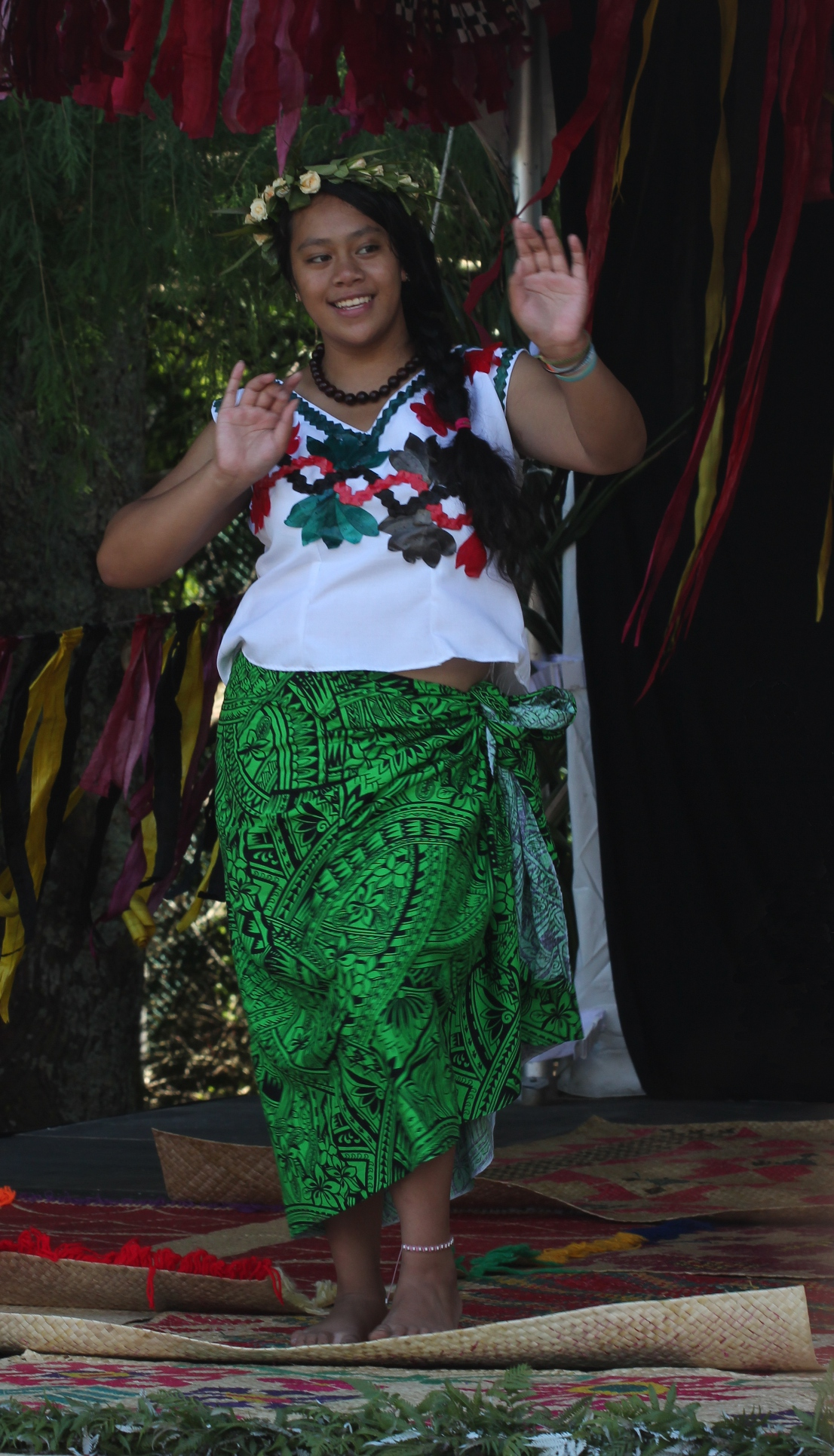
Traditionelle Tänze auf Funafuti

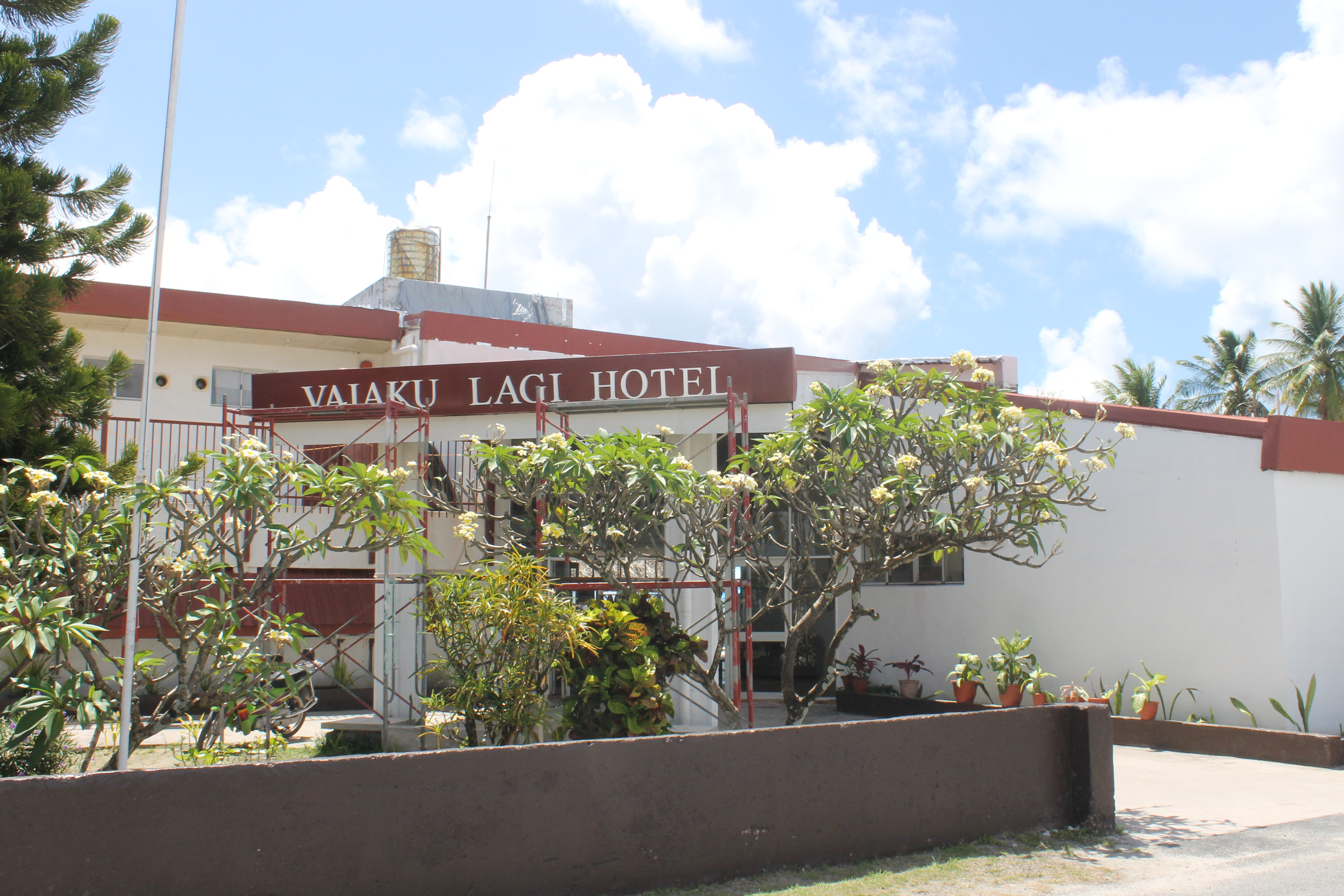
Vaiaku Lagi Hotel, Vaiaku

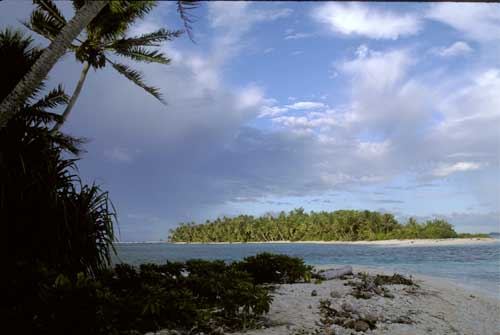
Fualifeke

Der Tourismus in Tuvalu spielt eine untergeordnete wirtschaftliche Rolle. Trotz des typischen Südsee-Flairs mit Kokospalmen und Sandstränden besuchen in absoluten Zahlen nur wenige Reisende Tuvalu.
Der Tourismus für Tuvalu wird vom pazifischen Unternehmen Pacific Islands Trade & Invest („Timeless Tuvalu“), das dem Ministry of Foreign Affairs and Environment untersteht, organisiert. Eine Touristeninformation befindet sich am Flughafen Funafuti.

## Statistiken
Tuvalu wurde 2014 von 1000 Reisenden besucht. Dies bedeutet einen Rückgang von gut 17 Prozent gegenüber dem Jahr 2011. Damit ist Tuvalu das am wenigsten besuchte Land der Erde. Nur 258 Personen reisten als Touristen nach Tuvalu. Für 2017 wurden 2000 Reisende statistisch erfasst.
Die meisten Reisenden kommen mit etwa 25 Prozent aus Fidschi, gefolgt von jeweils etwa 10 bis 15 Prozent Japanern, Australiern und Neuseeländern. Zwischen 14 und 32 Reisende kamen zwischen 2004 und 2011 jährlich aus Deutschland.
| Jahr | Besucher | zum Vorjahr (in Prozent) |
| ---- | -------- | ------------------------ |
| 2017 | 2000     |                          |
| ...  | ...      | ...                      |
| 2014 | 1000     |                          |
| ...  | ...      | ...                      |
| 2011 | 1232     | −25,65 ▼                 |
| 2010 | 1657     | 4,61 ▲                   |
| 2009 | 1584     | −4,89 ▼                  |
| 2008 | 1665     | 47,39 ▲                  |
| 2007 | 1130     | −0,44 ▼                  |
| 2006 | 1135     | 4,61 ▲                   |
| 2005 | 1085     | −15,89 ▼                 |
| 2004 | 1290     | −6,32 ▼                  |

## Anreise und Transport
Die meisten Reisenden erreichen Tuvalu über den zweimal pro Woche stattfindenden Linienflug mit Fiji Airways von Suva, der Hauptstadt Fidschis. Funafuti verfügt zudem über einen kleinen Hafen, an dem private Jachten anlegen.

## Infrastruktur und Sehenswertes

### Funafuti
Hauptatoll, Stadtgemeinde und Hauptstadt von Tuvalu ist Funafuti. Auf der Hauptinsel Fongafale befinden sich alle sechs Unterkünfte des Landes sowie der Internationale Flughafen Funafuti. 
Sehenswert ist neben dem Philatelie-Büro die Funafuti Conservation Area, ein Meeresschutzgebiet im Westen des Atolls. Die Tauchreviere von Tuvalu zählen zu den besten der Welt. Kulturelle Feste sowie Sportveranstaltungen der Nationalsportart Te Ano (etwa der Ball) und Kilikiti (eine Art Cricket) sind bei Reisenden ebenfalls beliebt. Auf dem Inselchen Tepuka findet man einen gut erhaltenen Bunker aus dem Zweiten Weltkrieg. Eine der bekanntesten Sehenswürdigkeiten ist David's Drill, ein Bohrloch der Royal Society of London zur Bestimmung des Aufbaus von Korallenriffen.
Auf Fongafale befindet sich mit dem Vaiaku Lagi Hotel das einzige Hotel des Landes. Zudem finden sich dort 12 bis 16 Gästehäuser, darunter die Militano Lodge, Filamona Moonlight Lodge und Wasmasiri Lodge.

### Andere Atolle und Inseln
Auf Nanumea und Nukufetau befinden sich Ruinen der US-amerikanischen Luftwaffenbasen, darunter jeweils eine Start- und Landebahn sowie Militärflugzeuge aus dem Zweiten Weltkrieg. Auf Nanumanga sind die Höhlen sehenswert.
Eine touristische Unterkunft gibt es bisher nur auf Vaitupu. Eine weitere Unterkunft für Reisende außerhalb von Fongafale ist auf Fualifeke (Fualafeke) geplant.